# KZ Günthergrube
Das Konzentrationslager Günthergrube wurde im Februar 1944 erstmals mit Häftlingen aus dem KZ Auschwitz belegt. Der Standort des Lagers befand sich in der Nähe der im Bau befindlichen Schachtanlage Günther in Lędzińy (deutsch Lendzin), Polen. Das Lager war eins von 47 Nebenlagern des KZ Auschwitz.

## Schachtanlage Günther
Kohle wurde in Lędzińy bis Kriegsende über die Piast-Schächte gefördert. Da das Baufeld des Steinkohlebergwerks Henryk (alte deutsche Bezeichnung Heinrichsfreude bis 1923), zu dem die Piast-Schächte damals gehörten, über diese Schächte nicht vollständig erschlossen werden konnte, wurde mit der Errichtung einer zweiten Schachtanlage namens „Günther“ auf einem etwa 2,5 km Luftlinie entfernten, südlich gelegenen Grundstück begonnen. Teufbeginn für diese Schachtanlage war der 2. Oktober 1942. Es gelang jedoch bis Kriegsende nicht, die Förderung über Schacht Günther aufzunehmen.
Im deutsch besetzten Polen wurde das Bergwerk durch die Fürstlich Plessische Bergwerks AG im Auftrag der Haupttreuhandstelle Ost verwaltet. Die Piast-Schächte wurden ab 1941 von der Fürstengrube GmbH, einem Unternehmen der IG Farben und der Fürstlich Plessischen Bergwerke AG, betrieben. Auch die neue Schachtanlage Günther gehörte zu den von der Fürstengrube GmbH betriebenen Bergwerken.
1941 plante die IG Farben, die Förderleistung der alten und neuen Schächte auf zunächst 62.000 Tonnen Kohle pro Monat im Juli 1943 und durch Zubau weiter auf 187.000 Tonnen pro Monat Ende 1945 zu erhöhen. Die Kohlesorten Schwelnüsse und Energiekohle waren für das Bunawerk und die Synthesetreibstoffherstellung der IG Farben am Standort Auschwitz sowie die Stromproduktion im Kraftwerk Ober-Lazisk der Elektro AG für angewandte Elektrizität verplant.
An allen Schachtstandorten bestand ein hoher und gegenseitig konkurrierender Bedarf an Arbeitskräften für den Anlagenbetrieb und Bauleistungen. Arbeitskräfte wurden in Lędzińy auch angefordert von Unternehmen wie der Schüchtermann & Kremer-Baum AG für Aufbereitung, eine Dortmunder Maschinenbaufabrik, die Anlagen zur Kohleaufbereitung herstellte, montierte und in Betrieb nahm, und der Beton-Monteur Bau aus Bytom.

## Zwangsarbeitslager
In der Nachbarschaft der Schachtanlage Piast existierten ab 1942 mehrere Lager für Kriegsgefangene und Zivilarbeiter: Lager Wolga Schacht I für sowjetische Kriegsgefangene und jüdische Zwangsarbeiter, Lager Eintracht für Zwangsarbeiterinnen und Lager R188 für sowjetische Kriegsgefangene.
1943 wurden die vorhandenen Standorte im Zuge von Erweiterungsplanungen umbenannt. Das Lager Günther I (ehemals Lager Wolga Schacht I) war am 19. März 1943 mit etwa 400 Polen und Ostarbeitern belegt. Am 1. Juli 1944 waren im Lager Günther I 44 Polen und 358 Ostarbeiter, im Lager Günther II (ehemals Lager Eintracht) 221 Polen und 36 Deutsche sowie im Lager Piast (ehemals Lager R188) 459 sowjetische Kriegsgefangene untergebracht.

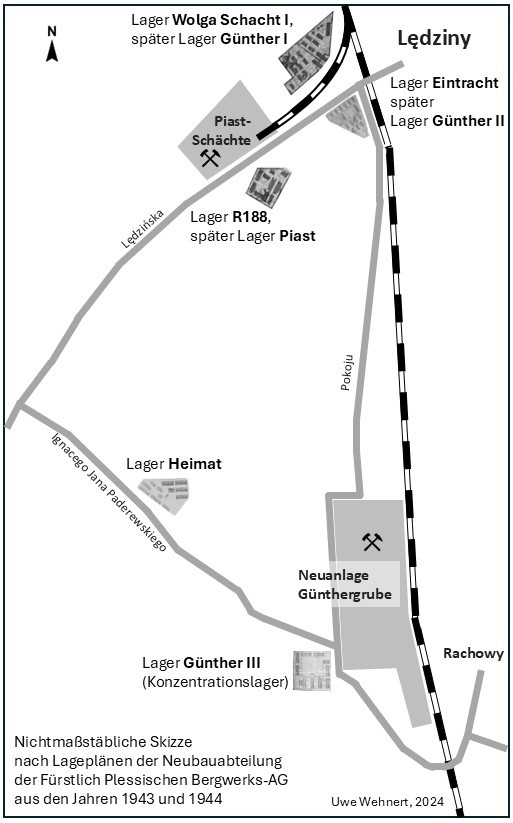
Lageplan Piast-Schächte und Günthergrube bei Lędzińy mit den Zwangsarbeiterlagern Heimat, Piast und Günther I bis III, 1943/1944

### Lager Heimat
1942 wurde in Lędzińy das Arbeitslager „Heimat“ errichtet. Im Januar 1944 wurden die polnischen Häftlinge verlegt und das Lager für erste Häftlinge des KZ Auschwitz-Monowitz ab 1. Februar 1944 hergerichtet. Es war für die befristete Unterbringung von etwa 300 KZ-Häftlingen bis Juni 1944 vorgesehen.

### KZ Günthergrube (Lager Günther III)

#### Häftlingslager
Nahe der Schachtanlage Günther wurde 1944 ein Massivbarackenlager mit dem Namen Günther III neu errichtet, das ab Juni 1944 die meisten Zwangsarbeiter aus dem Lager Heimat aufnahm und mit bis zu 1.500 KZ-Häftlingen belegt werden sollte.
Das neue Lager war mit einer 3 m hohen Ziegelsteinmauer mit Stacheldraht umgeben. In den Ecken des quadratischen Lagerkomplexes standen gemauerte Wachtürme. Innerhalb wurden 10 gemauerte Ziegelbaracken für die Häftlinge, die Lagerküche, Abort und Baderaum, Häftlingskrankenbau und Magazine errichtet. Eine kleinere Steinbaracke am Lagereingang bezog die SS-Wachmannschaft. Vom Lager Günther III sind heute noch der Eingangsbereich, die Umfassungsmauer und einige der Steinbaracken zu sehen.
Von Februar bis Juni 1944 war der Kriminelle und Auschwitzer Funktionshäftling Nr. 6 Bernhard Bonitz Lagerältester. Sein Nachfolger wurde der Widerstandskämpfer und Antifaschist Ludwig Wörl.
Die Häftlinge waren zwei Arbeitskommandos zugeteilt. Das Arbeitskommando I mit etwa 120 Häftlingen arbeitete in den Piast-Schächten und in der Günthergrube, aber auch für Fremdfirmen bei Bedarf. Die Häftlinge des Arbeitskommandos II waren zunächst mit dem Bau des neuen Lagers Günther III beschäftigt und anschließend mit der Errichtung der neuen Schachtanlage Günther.
Zwei Fluchtversuchen sind überliefert. Erfolgreich war die Flucht des Szymon Lewenstein am 1. März 1944. Die Flucht von fünf jüdischen Häftlingen im April oder Mai 1944 endete tragisch mit der Sammelhinrichtung im KZ Günthergrube in Anwesenheit aller KZ-Häftlinge.

#### Wachpersonal
Die Verwaltung des Nebenlagers Günther III oblag der Kommandantur des Konzentrationslagers Auschwitz III in Monowice. Im Februar 1944 wurde der SS-Unterscharführer Alois Wendelin Frey, zuvor Blockführer im KZ Auschwitz III, zum Leiter des KZ-Lagers Günther III ernannt. Er war als Sadist und Schläger bekannt. Küchenchef war der SS-Unterscharführer Thomas Stannosek, von Beruf Fleischermeister. Nach seiner Verhaftung im Juli 1944 wurde der gelernte Zimmermann SS-Rottenführer Adam Schepp Nachfolger als Küchenchef. Der Lagerarzt aus Monowitz, SS-Obersturmführer Horst Fischer war Verantwortlicher für den Gesundheitszustand der Häftlinge.
Zur Bewachung des Lagers Günther III wurden etwa 40 SS-Wachmänner der 3. Wachkompanie des SS-Totenkopf-Sturmbann KZ Auschwitz-Monowitz abkommandiert.

#### Räumung im Dezember 1944 und Januar 1945
Die Räumung des KZ Günthergrube begann im Dezember 1944 mit dem Abtransport einer kleinen Gruppe polnischer Zwangsarbeiter über Auschwitz-Birkenau zum KZ Buchenwald. Am 18. Januar 1945 verließen die letzten Häftlinge das Lager. Etwa 560 Häftlinge marschierten nach Gliwice (Gleiwitz), wo sie am 20. Januar ankamen. Am nächsten Tag wurden offene Eisenbahnwaggons für den Weitertransport mehrerer zwischenzeitlich vereinigter Marschkolonnen mit insgesamt 2.500 Häftlingen bereitgestellt. Die Fahrt endete am Bahnhof Rzędówka (Egersfeld) nahe Rybnik. Auf und nahe dem Bahnhofsgelände fand man später 331 Häftlingsleichen. In Begleitung einer Gruppe von SS-Männern, kommandiert durch den SS-Unterscharführer Karl Kurpanika, marschierten die überlebenden Häftlinge in Richtung Racibórz (Ratibor). Bei einem zwischenzeitlichen Fluchtversuch wurden zahlreiche Häftlinge erschossen. Im Stadion Rybnik sollen weitere 292 Häftlinge erschossen worden sein.

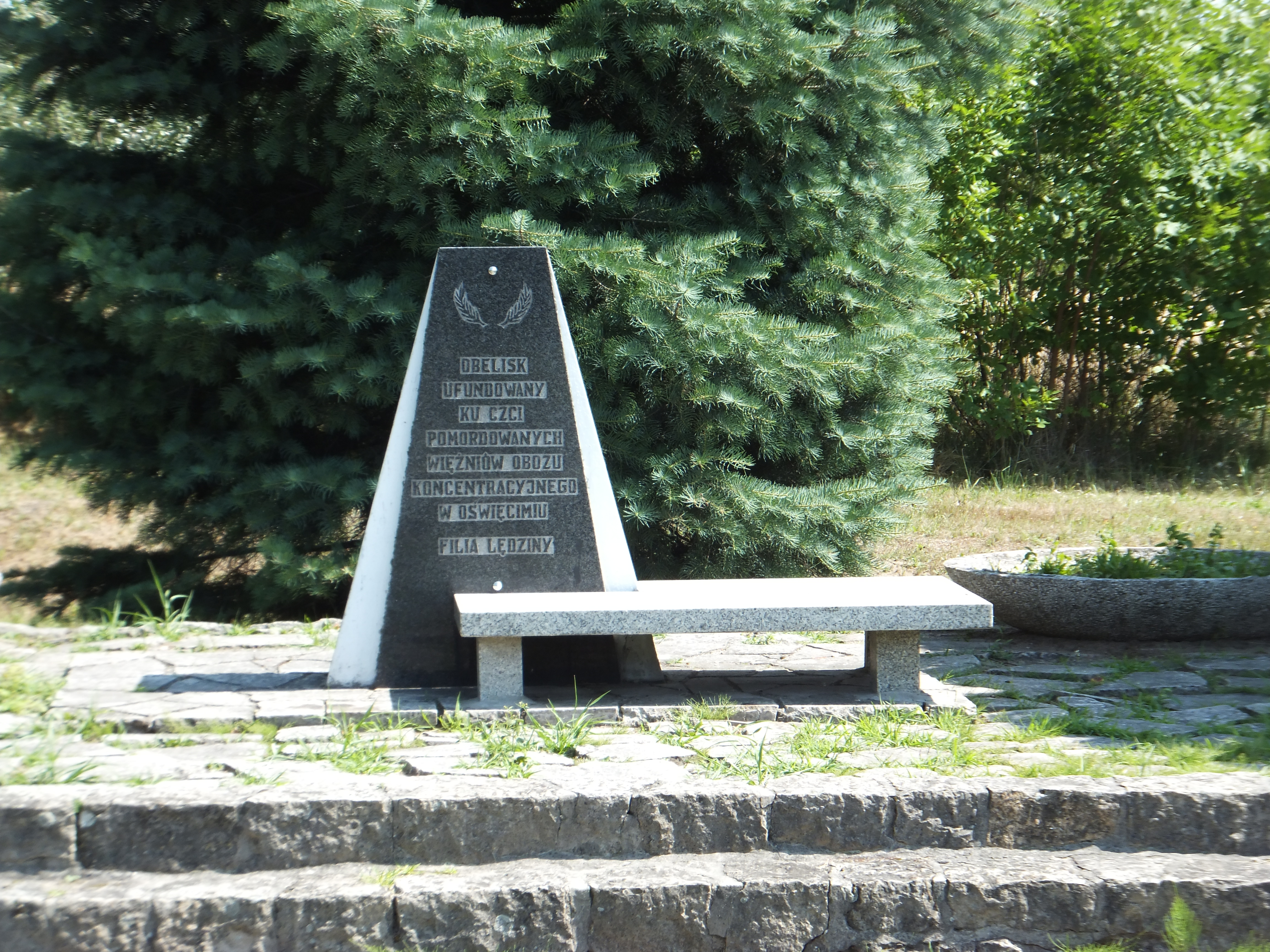
Gedenkstein am Weg zum Lager Heimat, 1964 errichtet.

#### Bekannte Insassen
- Marcel Jabelot (1924–1999), französischer Widerstandskämpfer.
- Ludwig Wörl (1906–1967), deutscher Widerstandskämpfer, Gerechter unter den Völkern.[20]

#### Erinnerung
Auf dem früheren Weg zum ehemaligen Lagergelände Heimat wurde 1964 ein Gedenkstein von Mitarbeitern der Bergwerks Piast errichtet.